# Robert Kiyosaki
Œuvres principales
Père riche, père pauvre, 2001
Robert Kiyosaki, né le 8 avril 1947, est un entrepreneur américain spécialisé dans le développement personnel. À travers ses livres et les jeux qu'il commercialise, il défend le concept d'éducation financière, qui inclut la culture de l'entrepreneuriat, la formation commerciale et la maîtrise des techniques d'investissement.

## Carrière
Robert T. Kiyosaki est né et a grandi à Hawaï. Il est le fils de l'éducateur Ralph H. Kiyosaki (1919-1991). Il a servi dans le corps des Marines, en tant que pilote d'hélicoptère de combat, pendant la guerre du Viêt Nam. Il a quitté les Marines en 1975 et a obtenu un emploi de vendeur de photocopieurs chez Xerox Corporation[réf. nécessaire].
En 1977, Robert Kiyosaki a créé une entreprise qui a lancé sur le marché le premier portefeuille en nylon et velcro, modèle « surfeur »[réf. nécessaire]. Au début des années 1980, Kiyosaki a fondé une entreprise de création et distribution de t-shirts de groupes de rock, qu'il a vendue en 1985[réf. nécessaire].
Robert Kiyosaki explique que, grâce à divers investissements, notamment immobiliers, il a pris sa retraite à l'âge de 47 ans[réf. nécessaire]. Néanmoins, il a lancé la société Technologies Cashflow en 1997, qui édite ses livres et commercialise les marques Rich Dad et Cashflow[réf. nécessaire].

## Ouvrages
L'ouvrage qui a lancé la carrière d'auteur de Robert Kiyosaki, en 1997, est : Père riche, père pauvre. D'abord auto-édité, le livre est réédité, à partir de 2000, par la Warner Business Books. De mai 2000 à juin 2002, plus de deux millions d'exemplaires sont vendus aux États-Unis et la publication, qui expose des conseils pour devenir riche tels qu'investir dans l'immobilier, est traduit dans plusieurs autres langues que l'anglais. Ce premier livre, qui, en 2012, totalise plus de 26 millions de ventes dans le monde, forme une trilogie avec ses deux ouvrages suivants : Rich Dad's Cashflow Quadrant et Rich Dad's Guide to Investing. Par la suite, Kiyosaki a publié plus d'une vingtaine de livres, dont, en 2009, Augmentez votre intelligence financière : Faites plus avec votre argent, coécrit avec Donald Trump, homme d'affaires devenu, en 2017, le 45e président des États-Unis.

## Démêlés judiciaires
En 2017, Robert Kiyosaki est poursuivi en justice par l'une des entreprises qui l'a financièrement soutenu pour assurer la promotion de son best-seller et des services dérivés (séminaires et conférences). Il est alors contraint de mettre en faillite l'une de ses entreprises,.

## Publications
- Père riche, père pauvre (Rich Dad Poor Dad – What the Rich Teach Their Kids About Money – That the Poor and Middle Class Do Not! (first published in 1997) Warner Business Books.  (ISBN 0-446-67745-0).
- Cashflow Quadrant: Rich Dad's Guide to Financial Freedom (2000).  (ISBN 0-446-67747-7).
- Rich Dad's Guide to Investing: What the Rich Invest in, That the Poor and the Middle Class Do Not! (2000).  (ISBN 0-446-67746-9).
- The Business School for People Who Like Helping People (March 2001).  (ISBN 99922-67-42-9) – endorses multi-level marketing
- Rich Dad's Rich Kid, Smart Kid: Giving Your Children a Financial Headstart (2001).  (ISBN 0-446-67748-5).
- Rich Dad's Retire Young, Retire Rich (2002).  (ISBN 0-446-67843-0).
- Rich Dad's Prophecy: Why the Biggest Stock Market Crash in History Is Still Coming… and How You Can Prepare Yourself and Profit from It! (2002). Warner Books.  (ISBN 0-641-62241-4).
- Rich Dad's The Business School: For People Who Like Helping People (2003)  (ISBN 979-686-729-X).
- Rich Dad's Who Took My Money?: Why Slow Investors Lose and Fast Money Wins! (2004)  (ISBN 0-446-69182-8).
- Rich Dad, Poor Dad for Teens: The Secrets About Money – That You Don't Learn in School! (2004)  (ISBN 0-446-69321-9).
- Rich Dad's Before You Quit Your Job: 10 Real-Life Lessons Every Entrepreneur Should Know About Building a Multimillion-Dollar Business (2005).  (ISBN 0-446-69637-4).
- Why We Want You to Be Rich: Two Men, One Message (2006) co-written with Donald J. Trump  (ISBN 1-933914-02-5).
- Rich Dad's Increase Your Financial IQ: Get Smarter with Your Money (2008).  (ISBN 0-446-50936-1).
- Rich Dad's Conspiracy of the Rich: The 8 New Rules of Money (2009).  (ISBN 0-446-55980-6)
- The Real Book of Real Estate: Real Experts. Real Stories. Real Life. (2009)  (ISBN 1-4587-7250-0).
- An Unfair Advantage: The Power of Financial Education (2011).  (ISBN 1-61268-010-0).
- Midas Touch: Why Some Entrepreneurs Get Rich And Why Most Don't (2011), co-written with Donald J. Trump  (ISBN 1-61268-095-X).
- Why 'A' Students Work for 'C' Students and Why 'B' Students Work for the Government: Rich Dad's Guide to Financial Education for Parents (2013).  (ISBN 978-1612680767).
- The Business of the 21st Century (2014), co-written with John Fleming and Kim Kiyosaki  (ISBN 8183222609).
- Second Chance: for Your Money, Your Life and Our World (2015)  (ISBN 978-1612680460)
- 8 Lessons in Military Leadership for Entrepreneurs: How Military Values and Experience Can Shape Business and Life (2015)  (ISBN 978-1491583876)
- Why the Rich Are Getting Richer (2017)  (ISBN 978-1612680880)
- FAKE: Fake Money, Fake Teachers, Fake Assets: How Lies Are Making the Poor and Middle Class Poorer (2019)  (ISBN 978-1612680842)